# Hákon Grjótgarðsson

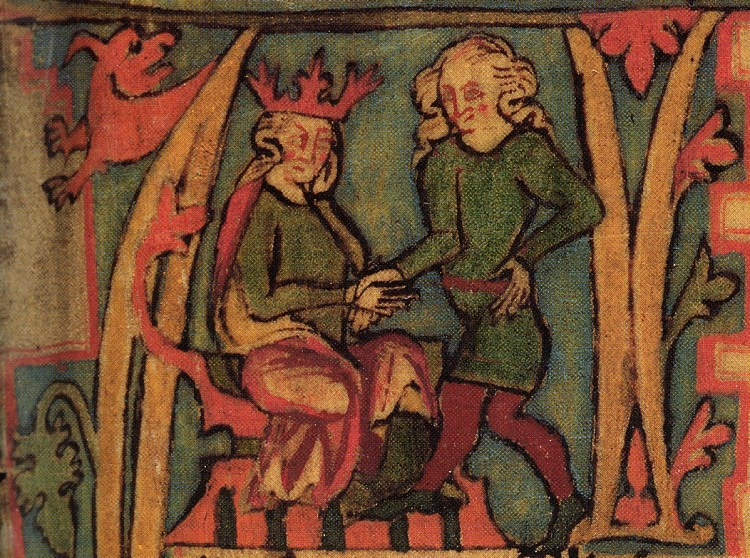
König Harald Schönhaar – erst Gegner dann Verbündeter und Schwiegersohn von Jarl Hákon Grjótgarðsson – erhält hier das Königreich aus den Händen seines Vaters (Darstellung aus der isländischen Flateyjarbók, 14. Jahrhundert)

Hákon Grjótgarðsson (norwegisch Håkon Grjotgardsson; * um 860–870; † um 900 bei Fjalir) war der erste historisch erfassbare Jarl von Lade (Ladejarl). Er war erst Gegner, dann  Verbündeter und schließlich Schwiegervater von König Harald Schönhaar und unterstützte diesen bei der Einigung Norwegens, wodurch Hákon seinen Herrschaftsbereich wesentlich erweitern konnte und Harald Schönhaar zum ersten König von (fast) ganz Norwegen wurde.

## Herkunft
Hákon Grjótgarðsson stammte aus einer alten norwegischen Dynastie, die das Kleinkönigreich Trøndelag regierte, das im östlichen Teil von Trondheim gelegen war. Nach der „Heimskringla“ war er der Sohn und Erbe von Grjótgarðr Herlaugsson König von Trøndelag und ein Enkel von Herlaugr Haraldsson, der Jarl von Namdalen (heute in der Provinz Trøndelag), vielleicht auch Jarl von Halogaland (heute in den Provinzen Nordland und Troms) war.
Die älteren Vorfahren finden sich in dem skaldischen Gedicht Háleygjatal das der Dichter Eyvindr Skáldaspillir († 990) gegen Ende des 10. Jahrhunderts zu Ehren von Hákon jarl Sigurðarson, dem Enkel von Hákon Grjótgarðsson, verfasste, um dessen Familie herkunftsmäßig mit der von König Harald Schönhaar gleichzustellen. Die Abstammung von Jarl Hákon wurde dabei auf die legendären Könige von Halogaland und schließlich bis auf den nordischen Gott Odin (Wotan) zurückgeführt.

## Leben

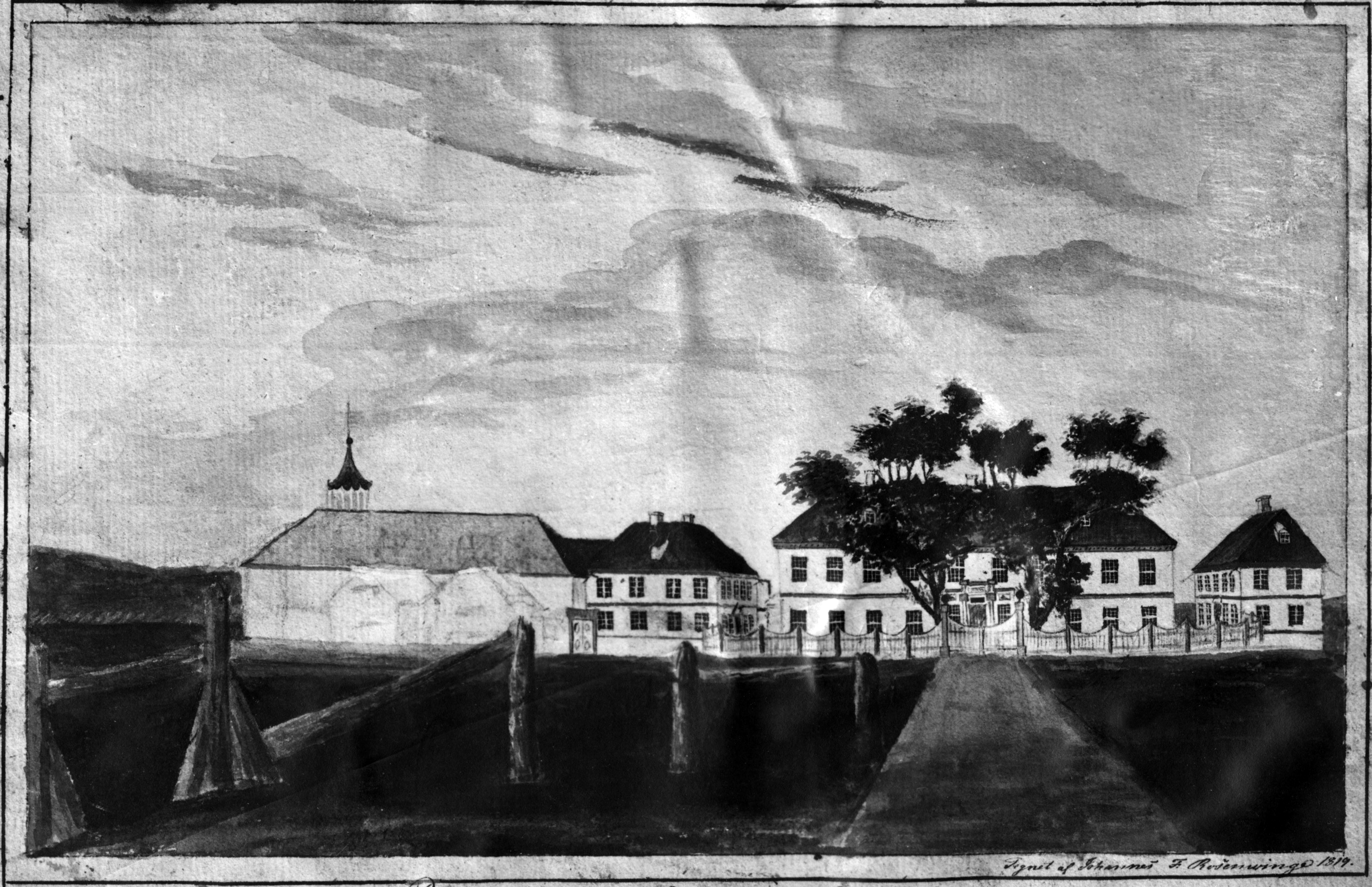
Das Landgut Ladegård, das Jarl Hákon bereits vor dem Jahr 900 bewohnte, in einer Darstellung um das Jahr (1819)

Die primäre Quelle zu Hákons Leben ist die Saga von Harald Schönhaar, die von dem isländischen Staatsmann Historiker und Dichter Snorri Sturluson als Teil seines Werkes „Heimskringla“ zu Beginn des 13. Jahrhunderts verfasst wurde. Demnach folgte Hákon auf seinen Vater als König von Trøndelag und errichtete seine Residenz in Ørland auf einer Halbinsel an der Mündung des Trondheimsfjords in das Nordmeer.

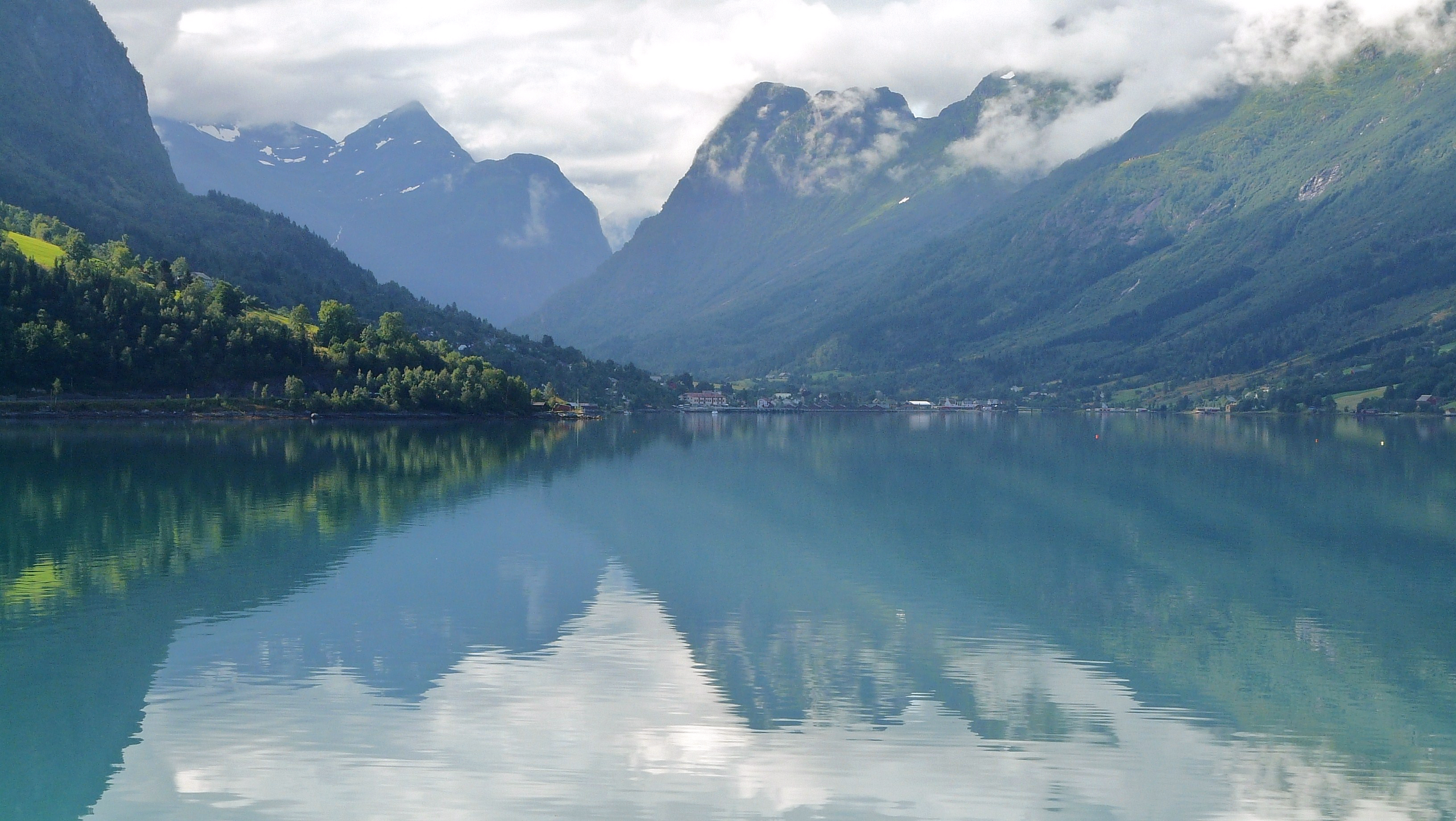
Nordfjord und Oldedalen, die Hákon Grjótgarðsson als Jarl beherrscht hat

Hákon Grjótgarðsson, der auch Jarl Hákon der Reiche (altnordisch: Hákon jarl inn ríki) genannt wurde, war bemüht sein kleines Königreich nach Süden zu erweitern, traf aber dabei auf Harald Schönhaar, der seinerseits dabei war, seinen Herrschaftsbereich durch die Eroberung der Provinz Trøndelag auszuweiten. Daraufhin kam es zu mehreren militärischen Konfrontationen, schließlich aber zu einer Einigung und einer Zusammenarbeit, indem die beiden Streitkräfte vereinigt wurden, um gemeinsam die Einigung Norwegens voranzutreiben. Diese Taktik erwies sich für Jarl Hákon als sehr erfolgreich, da ihn König Harald Schönhaar zum Jarl von Sunnfjord (in der Provinz Sogn og Fjordane im Westen Norwegens) und Nordfjord ernannte. Daraufhin verlegte er seine Residenz in das Landgut Ladegård in der Gemeinde Lade (altnordisch: Hlaðir) nordöstlich von der Stadt Trondheim am Trondheimsfjord, wobei dieses Landgut zum Namensgeber und zur ständigen Residenz der Jarl von Lade wurde.
Nachdem Harald Schönhaar die Provinzen Møre og Romsdal und Fjordane erobert hatte, übertrug er Møre an Rǫgnvaldr Eysteinsson und die Provinz Fjordane an Hákon.
Hákons Ehrgeiz war damit jedoch noch nicht zufriedengestellt, weshalb er versuchte, auch die Provinz Sogn unter seine Kontrolle zu bringen. Sogn wurde jedoch damals von Jarl Atli inn mjóvi kontrolliert, der sowohl in der Heimskringla wie in der Egils saga als Freund von Halfdan dem Schwarzen, König von Vestfold (Vater von Harald Schönhaar) vorkommt. Atli war keineswegs bereit, seine Herrschaft an Jarl Hákon abzutreten. Es kam daher zum Konflikt und zur Schlacht bei Fjalir in der Bucht von Stafaness, in der Jarl Hákon getötet wurde. Sein Gegner Jarl Atli wurde seinerseits schwer verwundet und starb bald darauf in Atløy an seinen Verletzungen. Eyvindr Skáldaspillir schrieb darüber ein Gedicht, das in der Heimskringla erhalten ist, in dem er den Tod Jarl Hákons, den er als Nachkommen der Göttin Freya bezeichnet, im Kampf bei Stafaness beschreibt.

## Nachkommen
Nach den Europäischen Stammtafeln
1. Ása Hákonardóttir ⚭ Harald Schönhaar, König von Norwegen; † 940
  1. Guthormr Haraldsson, König von Rånrike
  2. Halfdanr Haraldsson „Kvite“, König von Trondheim; † in Estland
  3. Halfdanr Haraldsson „Svarte“ (der Schwarze), König von Trondheim
  4. Sigrøðr Haraldsson, König von Trondheim
2. Sigurðr Hákonarson, Jarl von Lade; † 962, ⚭ Bergljót Þórisdóttir, eine Tochter von Þórir Ragnvaldsson, Jarl von Møre († um 940) und der Álǫf árbót, Prinzessin von Norwegen
  1. Hákon Sigurðarson „der Mächtige“, Jarl von Lade, um 970 Reichsverweser von Norwegen; † ermordet 995, ⚭ Þóra Skagadóttir, eine Tochter von Skagi Skoptason. (Hákon war der Stammvater der späteren Ladejarls)
3. Grjótgarðr Hákonarson
  1. Rannveig Grjótgarðsdóttir ⚭ Þorgrímr Harðrefsson